# Croft (Cheshire)
Croft è un villaggio e parrocchia civile dell'Inghilterra, appartenente alla contea del Cheshire.